# Зілов Петро Олексійович
Зілов Петро Олексійович (нар. 1850 — 1921) — російський фізик.
Закінчив Московський університет у 1873. Вдосконалював знання в Гейдельбергському та Берлінському університетах.
У 1877–1884 викладав у Московському технічному училищі, з 1884 — у Варшавському університеті, був його ректором.
Протягом 1905–1912 був на посаді попечителя Київського навчального округу. Проживав у цей по вул. Архітектора Городецького, 9 (Будинок Гінзбурга). Активно підтримував урядовий курс П. Столипіна.
Зробив значний внесок у розвиток експериментальної фізики. Займався дослідженнями та вимірами для підтвердження теоретичних співвідношень фізичних величин, зокрема, теорії Максвелла. У 1877 першим виміряв діелектричну проникність деяких рідких діелектриків. Визначив залежність проникності рідин від напруги магнітного поля.
Видавав журнал «Физическое обозрение».